# Jacques-Victor-Marius Rouchouse
Pour les articles homonymes, voir Rouchouse.

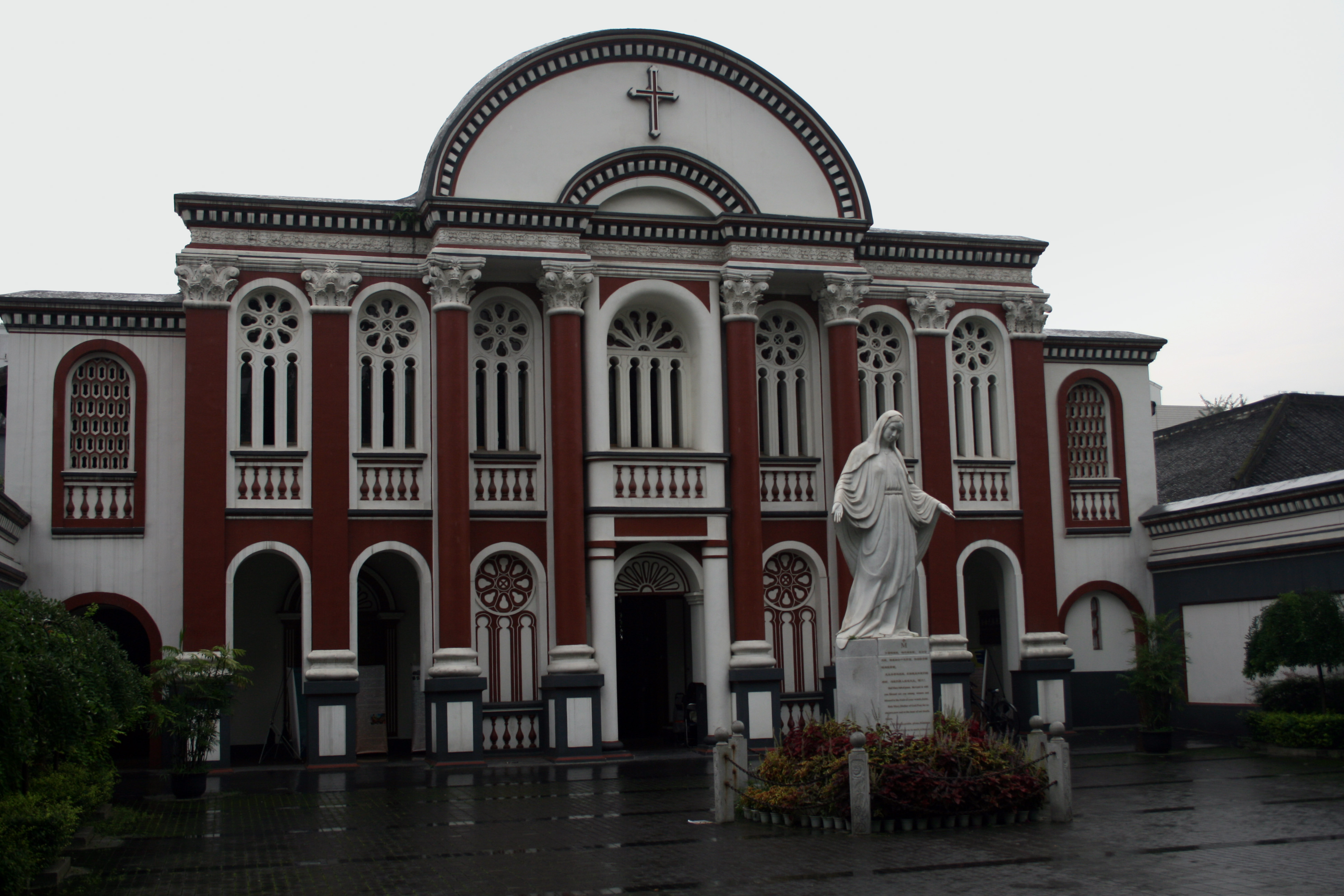
Cathédrale de l'Immaculée-Conception de Chengdu

Jacques Victor Marie Rouchouse, né à Saint-Étienne le 6 juin 1870 et mort le 20 décembre 1948, est un missionnaire français en Chine qui fut le premier évêque diocésain de Chengdu (autrefois Chen-Tu).

## Biographie
Il est ordonné prêtre à la société des missions étrangères de Paris, le 30 juin 1895.
Il est envoyé en Chine, dans le nord-est. Il devient vicaire apostolique du nord-ouest du Sétchouan (ou Szechwan) et nommé évêque in partibus d'Ægæ (de). Il est ensuite vicaire apostolique de Chengdu, lorsque le territoire reçoit sa nouvelle dénomination sous la république de Chine. Celui-ci est élevé au rang de diocèse, le 11 avril 1946, par Pie XII et Mgr Rouchouse en devient donc le premier évêque diocésain. Mgr Henri Pinault lui succède.